# Raymond Poirier
Pour les articles homonymes, voir Poirier (homonymie).
Raymond Poirier, né le 2 juillet 1917 à Luisant (Eure-et-Loir) et mort le 21 mai 2007 au Coudray (Eure-et-Loir), est un homme politique français.

## Détail des fonctions et des mandats
Mandat parlementaire
- 28 septembre 1980 - 1er octobre 1989 : sénateur d'Eure-et-Loir